# Tipula acanthophora
Tipula acanthophora är en tvåvingeart som beskrevs av Alexander 1934. Tipula acanthophora ingår i släktet Tipula och familjen storharkrankar. Inga underarter finns listade i Catalogue of Life.